# Sosnowiec
Sosnowiec (uitspraak: [sɔsˈnɔvjɛt͡s], ong. sosnoviëts) (Duits: Sosnowitz) is een stad in het Poolse woiwodschap Silezië. Het is een stadsdistrict. De oppervlakte bedraagt 91,16 km², het inwonertal 189.178 (2022).

## Geschiedenis
In 1228 werd Sosnowiec voor het eerst vermeld. Bij de tweede Poolse deling werd Sosnowiec in 1795 bij het koninkrijk Pruisen gevoegd en in 1807 door Napoleon toegewezen aan het hertogdom Warschau om in 1813 door Rusland te worden bezet, en vervolgens tot de Eerste Wereldoorlog bij het Russische Rijk te behoren. In 1919 werd Sosnowiec deel van de nieuwe Poolse Republiek. In september 1939 werd de stad door Duitsland bezet en bij de ‘Reichsgau’ Opper-Silezië gevoegd. Joden werden in een getto geïnterneerd en de Poolse maatschappelijke bovenlaag met geweld verwijderd. Sosnowiec en het naburige Będzin werden een industrieel centrum waar Poolse dwangarbeiders en Joden uit het getto te werk werden gesteld, de laatsten totdat zij naar Auschwitz werd gedeporteerd. In januari 1945 bevrijdde het Sovjetleger de stad en omgeving.

## Historische monumenten[2]
- Sielecki-kasteel in het district Sielec
- Mieroszewski landhuis in de wijk Zagórze
- Dietl's paleis in de provincie Pogoń
- Kasteel Schön met park en paleiscomplex in Środula
- Paleis Schöna aan de Majastraat
- Vilim's paleis in Środula
- Volkshuis in Zakopane-stijl in de wijk Ostrowy Górnicze
- Kerk van St. Joachim in de provincie Zagórze
- Kerk van het Heilig Hart van Jezus
- Evangelisch-Augsburgse kerk van St. Johannes de Evangelist in de provincie Pogoń
- Kathedraal Kerk van de Hemelvaart van de Maagd Maria in de wijk Śródmieście
- Sieleckipark in de wijk Sielec – kasteelpark
- Schön Parks & Castles Complex, een park in Środula
- Dietl Park (voorheen Żeromski Park), een kasteelpark in de provincie Pogoń

## Verkeer en vervoer
- Station Sosnowiec Bobrek
- Station Sosnowiec Główny
- Station Sosnowiec Kazimierz
- Station Sosnowiec Maczki
- Station Sosnowiec Południowy
- Station Sosnowiec Porąbka

## Sport
Zagłębie Sosnowiec is de professionele voetbalclub van Sosnowiec en speelt vaak op het hoogste niveau, de Ekstraklasa. De club won vier keer de Poolse beker.

## Afkomstig uit Sosnowiec
- Paul Godwin (1902–1982), Joods/Pools/Nederlands violist en orkestleider
- Jan Kiepura (1902–1966), Pools tenor
- Władysław Szpilman (1911–2000), Joods componist en pianist, op wiens leven Polanski's film The Pianist (2002) is gebaseerd
- Edward Gierek (1913–2001), eerste secretaris van de communistische partij, in 1980 afgezet
- Shalom Sechvi (1928–2013), overleefde verschillende concentratiekampen en vluchtte naar Israël waar hij aan de ondergrondse Hagana deelnam
- Bogdan Mizerski (1955), componist, musicus en auteur
- Marta Podgórnik (1979), dichteres en uitgeefster
- Eugen Polanski (1986), Duits voetballer
- Piotr Kantor (1992), beachvolleyballer

Stadsdistricten:
Bielsko-Biała ·
Bytom ·
Dąbrowa Górnicza ·
Gliwice ·
Jaworzno ·
Katowice ·
Jastrzębie Zdrój ·
Chorzów ·
Mysłowice ·
Piekary ·
Ruda Śląska ·
Rybnik ·
Siemianowice ·
Sosnowiec ·
Świętochłowice ·
Częstochowa ·
Tychy ·
Zabrze ·
Żory

Districten:
Będzin ·
Bielsko-Biała ·
Bieruń-Lędziny ·
Cieszyn ·
Częstochowa ·
Gliwice ·
Kłobuck ·
Lubliniec ·
Mikołów ·
Myszków ·
Pszczyna ·
Racibórz ·
Rybnik ·
Tarnowskie Góry ·
Wodzisław ·
Zawiercie ·
Żywiec
1. ↑  (pl) GUS, Powierzchnia i ludność w przekroju terytorialnym w 2023 roku. stat.gov.pl. Geraadpleegd op 24 januari 2024.
2. ↑  lijst met monumenten in de stad Sosnowiec op de website van het Poolse Instituut voor Nationaal Erfgoed